# 芽笼 (电影)
《芽笼》（英文：Geylang），是一部2022年的马来西亚和新加坡合拍的犯罪黑暗惊悚片。邝子君執導，李國煌、林映唯、沈琳宸、沙恩·马尔久基等人主演。

## 分級
| 國家/地區 | 分級   |
| 台灣      | 輔導15 |
| 馬來西亞  | 18     |
| 新加坡    | M18    |
| 香港      | III    |

## 外部連結
- 互联网电影数据库（IMDb）上《芽笼》的资料（英文）
- 豆瓣电影上《芽笼》的資料 （简体中文）